# مذبحة خيباليكند
كانت مجزرة خيباليكند هي القتل الجماعي للمدنيين الأرمن في قرى غيباليكن (خيباليكند) وجميلي وكركيجاهان وبهلول في مرتفعات قره باغ، في الفترة من 5 إلى 7 يونيو 1919. ودُمرت القرى ، وقتل ما بين 600 إلى 700 من الأرمن، من بينهم نساء وأطفال، على أيدي مسلحين من أصل أذربيجاني وأكراد غير نظاميين وجنود أذربيجانيين.   ونظم المذبحة الحاكم العام لناغورنو كاراباخ خسروف بيك سلطانوف بقيادة شقيقه، سلطان بك سلطانوف.  